# Ouazouaza
L’ouazouaza (en arabe : الوازوازة) à El-Oued, ideffi (en arabe : يدفي) à Ouargla, ou encore gataâ el-berd à Laghouat, est une boisson traditionnelle algérienne.

## Origine
Cette boisson est originaire de la ville de Ouargla, plus précisément de sa kasbah.

## Description
Il s'agit d'une boisson rafraîchissante où l'élément essentiel est la datte, qui est pressée. À cela s'ajoutent quarante plantes conditionnées au préalable.

## Tradition
La tradition veut que cette boisson soit préparée deux semaines avant l'arrivée du mois sacré du ramadan.

## Consommation
L’ouazouaza sert de coupe-soif. Elle est de ce fait surtout bue pendant le mois sacré du ramadan lors des journées caniculaires.

## Une boisson médicinale
Cette boisson au goût relevé sert à la prévention de maux de ventre.

## Commercialisation
Ce breuvage traditionnel tend à se commercialiser lors de l'approche du mois sacré du ramadan.